# آستا نيلسن
آستا نيلسن (بالدنماركية: Asta Nielsen)‏ (11 سبتمبر 1881 - 24 مايو 1972)  ممثلة دنماركية صامتة، وواحدة من أشهر السيدات الرائدات في عام 1910 وأحد أوائل نجوم السينما العالمية.لديها 74 فيلم. منها 70 في ألمانيا حيث كانت تعرف بأسم (آستا). لديها عيون كبيرة مظلمة ووجه مثل القناع وشخصية مثل الصبي. لعبت في معظم الأحيان دور الشخصية القوية وكانت شخصية حماسية للكثير من النساء.
بسبب الطبيعة المثيرة لأدائها، كانت أفلام نيلسن تخضع للرقابة الصارمة في الولايات المتحدة وظل عملها غامضاً نسبياً أمام الجمهور الأمريكي. يرجع الفضل لها في تحويل فيلم التمثيل من مسرحية علنية إلى أسلوب طبيعي أكثر دهاء. قامت نيلسن بتأسيس استوديو أفلام خاص بها في برلين خلال عشرينيات القرن العشرين، لكنها عادت إلى الدنمارك عام 1937 بعد صعود النازية في ألمانيا . أصبحت نيلسن شخصية خاصة ومؤلفة في سنواتها الأخيرة.

## روابط خارجية
- آستا نيلسن على موقع IMDb (الإنجليزية)
- آستا نيلسن على موقع روتن توميتوز (الإنجليزية)
- آستا نيلسن على موقع مونزينجر (الألمانية)
- آستا نيلسن على موقع ألو سيني (الفرنسية)
- آستا نيلسن على موقع ميوزك برينز (الإنجليزية)
- آستا نيلسن على موقع تيرنر كلاسيك موفيز (الإنجليزية)
- آستا نيلسن على موقع أول موفي (الإنجليزية)
- آستا نيلسن على موقع قاعدة بيانات الأفلام السويدية (السويدية)
- آستا نيلسن على موقع قاعدة بيانات الفيلم (الإنجليزية)
- آستا نيلسن على موقع كينوبويسك (الروسية)